# 自殺報導的六不六要
自殺報導的六不六要是世界衛生組織在2000年時在《自殺預防：給媒體從業人員的指引》（PREVENTING SUICIDE A RESOURCE FOR MEDIA PROFESSIONALS）中提到，有關大眾媒體報導自殺新聞時，需注意及需避免的六件事，後來也常用在有關媒體處理自殺新聞的評論中，或是建議媒體注意的事項，避免相關新聞造成誤解及其他人的模仿。
自殺報導的「六不」是：
|                  | - 不要刊登出照片或自殺遺書。 - 不要報導自殺方式的細節。 - 不要簡化自殺的原因。 - 不要將自殺光榮化或聳動化。 - 不要使用宗教或文化的刻板印象來解讀。 - 不要過度責備。 |
| ——台灣精神醫學會 | |

自殺報導的「六要」是：
|                  | - 當報導事件時，與醫療衛生專家密切討論。 - 提到自殺時，用「自殺身亡」而不要用「自殺成功」這樣的字眼。 - 只報導相關的資訊，且刊登在內頁而非頭版。 - 凸顯不用自殺的其他解決方法。 - 提供與自殺防治有關的求助專線與社區資源。 - 報導危險指標以及可能的警訊徵兆。 |
| ——台灣精神醫學會 | |